# Christine Camenisch
Christine Camenisch (* 17. August 1956 in Basel) ist eine Schweizer Künstlerin. 

## Leben und Werk

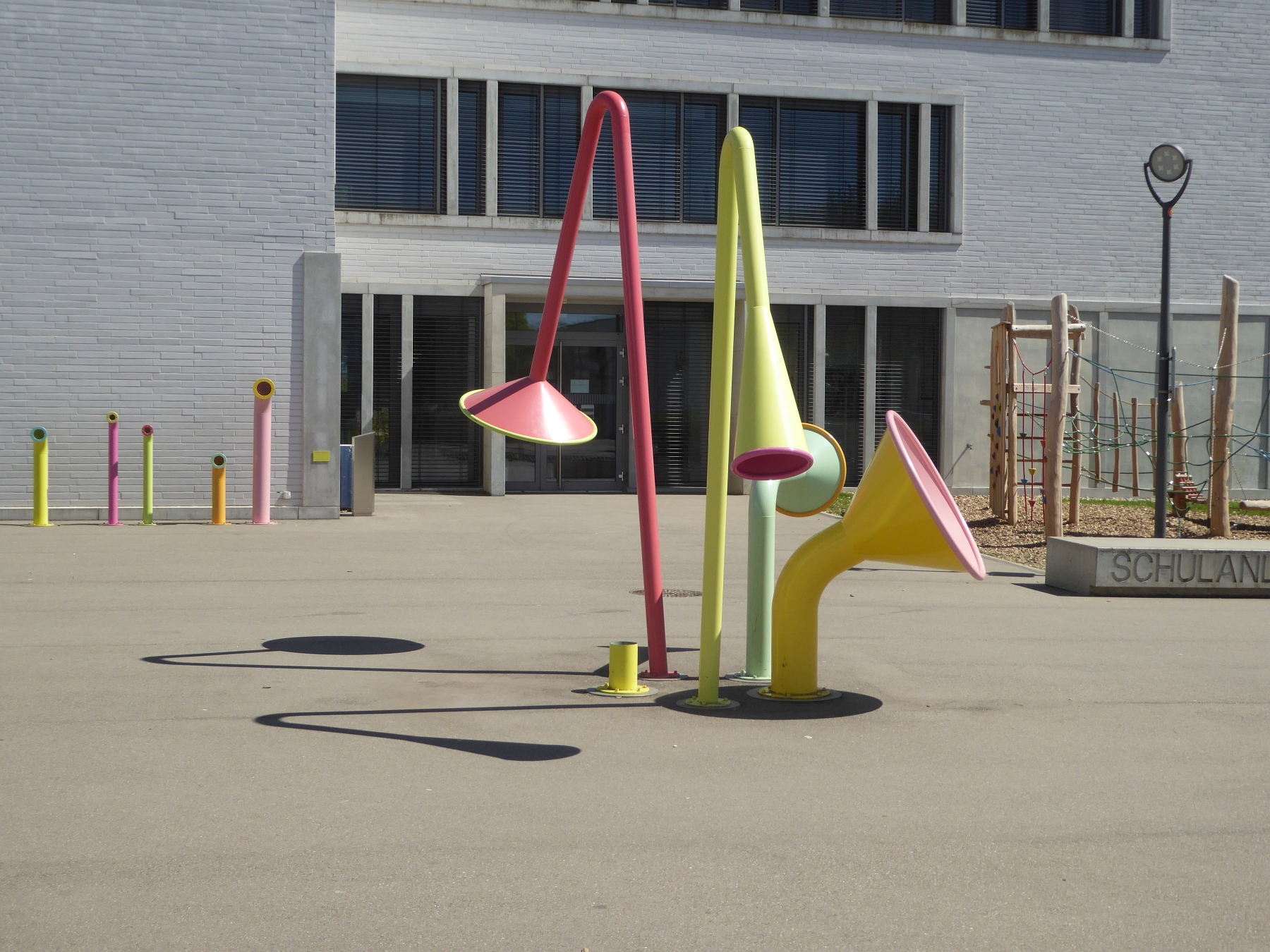
Kommunikation, 2015. Schulanlage am Marbach in Oberwil

Christine Camenisch studierte in Basel von 1986 bis 1991 an der Hochschule für Gestaltung und Kunst (HGK/FHNW) und schloss mit dem Diplom für das Lehramt ab. Anschliessend unterrichtete sie bis 2014 an der Hochschule HGK/FHNW und am Gymnasium Leonhard. Ihr Werk, das Installationen, kinetische Kunst und Lichtkunst umfasst, stellt sie ab 1991 in Einzel- und Gruppenausstellungen aus. Camenisch arbeitet seit 2008 auch mit dem Soundtechniker Johannes Vetsch (* 1956) zusammen.